# Kupp (bergsformation)
Kupp (tyska Kuppe, från fornhögtyskans chuppa = huva, sannolikt ytterst från latinets cuppa = tunna, bägare) är en fristående bergsmassa av kägel- eller pyramidform, oftast av mindre former.
Kuppen består av eruptiva bergarter, och har fått sin form därigenom, att det omgivande bergarten vittrat bort och lämnat en vulkanisk krater eller tillförselkanal för lava kvar. Taberg i Småland är en dylik kupp, liksom många av de värmländska hyperitbergen och de skånska basaltförekomsterna. I de skånska basaltkullarna utgör basalten den stelnade lavamassan i vulkanrören medan omgivande tuff vittrat bort. Bland dessa märks Anneklev, Gellaberg och Knösen.